# Deal (stacja kolejowa)
Deal (ang. Deal railway station) – stacja kolejowa w miejscowości Deal, w hrabstwie Kent, w Anglii. Znajduje się na Kent Coast Line, 15,3 km od stacji Dover Priory i 139,61 km od Charing Cross Station. Obsługuje ok. 393 602 pasażerów rocznie (dane za rok 2021/2022). Usługi kolejowe są prowadzone przez Southeastern.
Stacja Deal ma kasy biletowe, poczekalnię i kawiarnię. W budynku stacji są również toalety (w tym dla osób niepełnosprawnych i dla matek z dziećmi), pomieszczenia dla personelu, budka do robienia zdjęć. Na peronach znajduje się punkt pomocy oraz automaty biletowe. 

## Linie kolejowe
- Kent Coast Line